# Puccinia seymouriana
Puccinia seymouriana ist eine Ständerpilzart aus der Ordnung der Rostpilze (Pucciniales). Der Pilz ist ein Endoparasit von Hundsgiftgewächsen sowie von Spartina-Süßgräsern. Symptome des Befalls durch die Art sind Rostflecken und Pusteln auf den Blattoberflächen der Wirtspflanzen. Sie kommt im östlichen Nordamerika vor.

## Merkmale

### Makroskopische Merkmale
Puccinia seymouriana ist mit bloßem Auge nur anhand der auf der Oberfläche des Wirtes hervortretenden Sporenlager zu erkennen. Sie wachsen in Nestern, die als gelbliche bis braune Flecken und Pusteln auf den Blattoberflächen erscheinen.

### Mikroskopische Merkmale
Das Myzel von Puccinia seymouriana wächst wie bei allen Puccinia-Arten interzellulär und bildet Saugfäden, die in das Speichergewebe des Wirtes wachsen. Die Aecien der Art besitzen 32–42 × 28–35 µm große Aeciosporen mit runzliger Oberfläche und sternförmigem Lumen. Die zimtbraunen Uredien der Art wachsen oberseitig auf den Blättern der Wirtspflanzen. Ihre ebenfalls gelben Uredosporen sind breitellipsoid bis eiförmig, 30–40 × 21–27 µm groß und fein stachelwarzig. Die oberseitig wachsenden Telien sind dunkelbraun, früh unbedeckt und klein. Die haselnussbraunen Teliosporen sind zweizellig, langellipsoid bis zylindrisch und 38–53 × 18–23 µm groß; ihre Stiele sind farblos und bis zu 100 µm lang.

## Verbreitung
Das bekannte Verbreitungsgebiet von Puccinia seymouriana umfasst die USA und Kanada östlich der Rocky Mountains.

## Ökologie
Die Wirtspflanzen von Puccinia seymouriana sind diverse Hundsgiftgewächse (Apocynaceae spp.) für den Haplonten sowie Spartina-Arten für den Dikaryonten. Der Pilz ernährt sich von den im Speichergewebe der Pflanzen vorhandenen Nährstoffen, seine Sporenlager brechen später durch die Blattoberfläche und setzen Sporen frei. Die Art verfügt über einen Entwicklungszyklus mit Telien, Uredien, Spermogonien und Aecien und macht einen Wirtswechsel durch.